# Oganeditse Moseki
Oganeditse Moseki, född 29 juni 1979, är en friidrottare från Botswana. Han deltog vid olympiska sommarspelen 2004.